# Дери, Тибор
Ти́бор Де́ри (венг. Déry Tibor, 18 октября 1894, Будапешт — 18 августа 1977, там же) — венгерский прозаик, поэт, драматург, переводчик и журналист. Стал основателем дадаизма и сюрреализма в Венгрии. Дьёрдь Лукач назвал его «крупнейшим аналитиком сущности человека наших времён». В своё время Тибор Дери вдохновлялся экзистенциализмом.

## Жизнеописание
Тибор Дери родился в состоятельной еврейской семье, отец был фабрикантом. Мать происходила из Австрии, поэтому дома говорили по-немецки. С 1911 по 1912 Тибор жил в Швейцарии, где учился в торговой академии. В 1913—1918 годах работал управляющим на лесопилке папиного брата, причем начал с того, что организовал забастовку на этом предприятии. В 1917 году дебютировал как литератор в модернистском журнале «Nyugat» («Запад») с эротической повестью «Лия». В 1918 стал членом коммунистической партии, а в следующем году принял участие в национализации имений отца и дяди. После разгрома Венгерской Советской республики эмигрировал в Вену, где работал в журналах «Bécsi Magyar Ujság» («Венская венгерская газета») и «Ма» («Сегодня»).
В 1924—1926 годах жил во Франции, а с 1929 по 1935 — в Германии, Италии, Чехословакии и других европейских странах. В 1933 году, недолго побыв в Дубровнике, он приехал на Рождество в Вену и стал членом Республиканского шуцбунда. В феврале 1934 принял участие в пятидневной гражданской войне на стороне социал-демократов, а после их поражения был вынужден бежать на Мальорку. В то время Дери публиковался в журнале «Documentum». В Берлине он сошёлся с экспрессионистами и сотрудничал с журналом Герварта Вальдена «Sturm» («Штурм»).
На Родине, куда он вернулся в 1935 году, созданы первые крупные работы Дери. В 1934—1945 он работал над крупнейшей книгой своей жизни — 1200-страничным романом Незаконченная фраза (опубл. 1947, во фрагментах экранизирован Золтаном Фабри, 1975). Перед тем Дери написал лишь несколько сюрреалистических стихов и рассказов, пьесу и повесть. Выпускал коммунистический журнал «Gondolat» («Мысль»), который тогда мог выходить легально.
Во времена режима Миклоша Хорти Тибор Дери несколько раз попадал в тюрьму, последний в 1938 — на два месяца за перевод книги Андре Жида «Возвращение из СССР». В 1939 году он перебрался в Румынию, где жил и работал нелегально до 1941 года. В 1945 он приветствовал пришедших к власти коммунистов, но вскоре вступил с ними в конфликт. В 1947 Дери издавал журнал «Csillag» («Звезда»). В этом же году писатель получил премию имени Баумгартена, а в 1948 стал лауреатом только что основанной тогда государственной премии Кошута. Тибор Дери был одним из самых значительных представителей коммунистического движения.
В 1952 второй том романа «Ответ» попал под сокрушительную критику министра культуры Йожефа Реваи, тогдашнего всесильного правителя в литературной жизни Венгрии. Впоследствии писателя в 1953 исключили из компартии, и с тех пор он вступил в ряды оппозиции. В 1954 обратился к Имре Надю с открытым письмом о необходимости широкомасштабных политических и социальных реформ.
Вместе с другими антисталинистскими левыми интеллектуалами, такими как Дьёрдь Лукач, он стал вдохновителем восстания 1956 года, поддерживал правительство Имре Надя и принял активное участие в революции. Единомышленниками Тибора Дери были писатели Дьюла Ийеш и Иштван Эркень. После разгрома революции Тибор Дери в 1957 году получил наказание — заключение на девять лет, несмотря на протесты Томаса Элиота, Альбера Камю и других литераторов мировой славы. Амнистирован в 1960.
До 1962 его произведения были запрещены; Дери в то время переводил, в частности, с немецкого произведения Кестнера «Эмиль и детективы» (1957) и Фейхтвангера «Лисы в винограднике, или Оружие для Америки» (1963). После того, как Дери вынужденно написал самокритичную статью-раскаяние, он снова стал печататься. На эти годы приходится лучший период его творчества. Незадолго перед смертью, в одном из последних интервью на вопрос корреспондента о творческих планах Тибор Дери ответил: «Я старый больной человек, поэтому хочу дожить до конца в мире и покое».
С 1984 года в Венгрии вручают премию Тибора Дери.

## Творчество
Творчество Тибора Дери удивляло читателей своей смелостью, свежестью и оригинальностью. Уже после выхода в свет повести «Лия» ему пришлось перенести судебный процесс за нарушение норм морали. В повести «Лицом к лицу» (изд. 1945) Дери описал борьбу немецких коммунистов против фашизма. «Неоконченная фраза» показывает широкую панораму венгерского общества двадцатых-тридцатых годов. В «Ответе» автор изобразил духовное становление молодого рабочего.
Особого внимания заслуживают поздние произведения, в частности «Господин А. Г. в городе Х» (венг. G. A. úr X-ben). Задуманную ещё в начале тридцатых годов, эту непростую книжку трудно причислить какому-либо определенному жанру. Условно её можно назвать фантастическим романом на общественно-моральные темы. Главный её вопрос: возможна ли абсолютная свобода, не ограниченная рамками порядка? Может ли быть счастлив человек, все время будучи самим собой, никому и ничему не подчиняясь? В такой мир неограниченной свободы окунает автор своего героя. Дери противопоставит два мира: через впечатления господина А. Г. показывает причудливый, вымышленный мир, а в сказаниях главного героя для жителей города Х отражает, словно в кривом зеркале, образ реального мира тридцатых годов. Автор воюет на две стороны. Не нравится ему мир, в котором «можно умирать с голоду», но мир, в котором живут горожане города Х, напоминает правдивую и страшную карикатуру на социализм.
Повесть «Мысленный репортаж из американского поп-фестиваля» направлен против бездуховности, она отрицает так называемую массовую культуру. «Милый бо-пэр!..» — это лирично-ироническая психологическая повесть. В ней Тибор Дери отчасти на автобиографическом материале рассуждает о старении и трогательно описывает последнюю, платоническую любовь писателя, которому уже за семьдесят, к молодой девушке.

## Избранные произведения
- Lia / Лия, повесть (1917)
- Az óriáscsecsemő / Младенец-гигант, пьеса (1926)
- Szemtől-szembe / С глазу на глаз (1945)
- Alvilági játékok / Адские игры, роман (1946)
- A befejezetlen mondat / Незаконченная фраза, роман (1947)
- Tükör/ Зеркало (1947)
- Jókedv és buzgalom (1948)
- Itthon (1948)
- A tanúk / Свидетели (1948)
- Felelet / Ответ, роман (1950)
- Simon Menyhért születése (1953)
- Talpsimogató (1954)
- Ló meg az öregasszony (1955)
- Niki. Egy kutya története / Ники. История одной собаки, повесть-притча (1956)
- G. A. úr X-ben / Г-н Г. А. в г. Х, роман (1964)
- A kiközösítő / Предающий анафеме (1966)
- Ítélet nincs / Приговора нет, книга воспоминаний (1969)
- Képzelt riport egy amerikai pop-fesztiválról/ Воображаемый репортаж об одном американском поп-фестивале (1971)
- A napok hordaléka (1972)
- Kedves bóper… / Милый бо-пэр, повесть (1973)
- Újabb napok hordaléka (1975)
- Ki vagyok én? / Кто я такой? (1976)

## Экранизации
- 1970 — «Любовь», реж. Карой Макк (по мотивам новелл «Две женщины» и «Любовь»)
- 1974 — «141 минута из «Неоконченной фразы»», реж. Золтан Фабри (по мотивам романа «Незаконченная фраза»)

## Публикации на русском языке
- Ответ / Пер. Е. Малыхиной. — М.: Худож. лит., 1974. — 859 с.
- Милый бо-пэр / Пер. Е. Малыхиной; Предисл. И. Добози. — М.: Прогресс, 1980. — 135 с.
- Избранное / Сост. В. Середа; Послесл. Д. Тота. — М.: Худож. лит., 1983. — 349 с.
- Воображаемый репортаж об одном американском поп-фестивале; Ники: Повести / Пер. О. Россиянова, Е.Малыхиной. М.: Худож. лит., 1989. — 192 с.

## Признание
- Премия имени Баумгартена (1947), премия Кошута (1948). С 1984 в Венгрии вручается премия Тибора Дери.